# Фортеця Хаджибей (фільм)
Фортеця Хаджибей  (у турецькому прокаті тур. Son Kale Hacıbey, «Остання фортеця, Хаджибей») — повнометражний художній фільм українсько-грузинсько-турецького співробітництва знятий на Одеській кіностудії. Назва під час виробництва — «Пам'ять сонця». Період виробництва: грудень 2018 — травень 2020 років, прогнозована дата прем'єри: жовтень 2020 року.
За сюжетом козак Андрій має передати важливу інформацію у Стамбул. Для цього йому треба визволити з темниці батька своєї коханої — турецької красуні Фатіми. Молоді люди відважуються на ризиковану операцію.

## Сюжет
XVIII сторіччя, Росія веде війну проти Османської імперії. Задунайські козаки виступали союзниками османів. Коли їм до рук потрапляє важлива військова інформація, отаман має передати її до Стамбулу — султану особисто.
У цьому може допомогти комендант останньої турецької фортеці Хаджибей — Ахмет-паша. Саме йому Андрій має передати листа. Але фортецю захоплюють російські війська, Ахмет-паша потрапляє до темниці. Уникнути полону вдається його єдиній дочці — красуні Фатімі. Андрій і Фатіма знайомляться у важких обставинах і мають вирішити, як чинити далі.
У цей час до порту Хаджибей прибуває грузинський мандрівник Йорам — він привіз унікальну лозу, щоб виростити виноградник. Також він має старовинний келих, який віддав йому дядько Тимош. Цей келих колись належав славетному Д'Артаньяну і, за словами дядька Тимоша, ця річ має врятувати життя Йораму.
На чорноморському узбережжі сміливий та чесний Йорам одразу потрапляє в складну ситуацію з російськими солдатами і погоджується допомогти Андрію та Фатімі. У нього є ще одна важлива причина — Йорам знайомиться з українською красунею Катрею, чий батько, пан Данило, теж у російській темниці.
Разом молоді люди розробляють і реалізують відчайдушний план…

## Допрем'єрний показ
У понеділок, 12 жовтня 2020 р., у Тернополі відбувся допрем'єрний показ стрічки «Фортеця Хаджибей».
«Тернопіль, на сьогоднішній день, є лідером у кіновиробництві», — Андрій Осіпов, голова правління Одеської кіностудії.
Серед учасників пресконференції: Леонід Бицюра (заступник міського голови Тернополя, голова Тернопільської кінокомісії), Андрій Осіпов (продюсер фільму, голова правління Одеської кіностудії), Костянтин Коновалов (режисер і автор сценарію фільму), Олеся Виговська, Володимир Ханас.

## Цікаві факти[3]
- Картину знімали 2019 року в Білгород-Дністровській фортеці, павільйонах Одеської кіностудії, виноградниках Шабо, на березі моря та Дунаю.
- Над картиною працювала група каскадерів з козацького кінного театру із Запоріжжя. Вони навчали акторів їзди верхи, фехтуванню, сценічному бою. Бойова хореографія розроблялася індивідуально для конкретного персонажа.
- Костюми та реквізит надала київська кіностудія імені Довженка і турецькі партнери, зокрема вбрання яничарського війська, посуд, килими, реквізитну зброю — рушниці, шаблі, ятагани пістолети. Всі костюми Фатіми та Ахмета-паші створювалася в Туреччині.
- В масових сценах задіяно до 100—150 людей.
- У фільмі є трюкові коні, реконструйована козацька Чайка з Білгород-Дністровського.
- Фатіму зіграла турецька фотомодель Дерен Талу. Роль її батька втілив знаний турецький актор Юрдаер Окур. За сценарієм Ахмет-паша і Фатіма знають українську мову, бо живуть на цій території. Між собою вони розмовляють турецькою, а з українцями — українською.
- Фільм відзначили у номінації «Найкращий повнометражний фільм» Best Istanbul Film Festival. у 2021 році[4]